# Anderson Scarp
Das Anderson Scarp ist ein  935 m hohes Felsenkliff im ostantarktischen Viktorialand. Es ragt 1,3 km westlich des Hall Bluff auf dem Dais im westlichen Abschnitt des Wright Valley auf.
Das Advisory Committee on Antarctic Names benannte das Kliff 2004 nach Kent Anderson vom seismologischen Labor des United States Geological Survey in Albuquerque, der zu Beginn der 1990er Jahre eine Schlüsselrolle bei der Installation eines sogenannten VNDA-Seismographen am Bull-Pass nahe dem Vandasee einnahm.